# Vicente Rodríguez de la Encina Falcó de Belaochaga
Vicente Rodríguez de la Encina Falcó de Belaochaga (Ontinyent, 15 d'agost de 1796 - Godella, 20 de setembre de 1865) fou aristòcrata i polític valencià, II Baró de Santa Bárbara i baró de Benidoleig, alcalde de València durant el regnat d'Isabel II d'Espanya.
Era fill de Félix Joaquín Encina Fernández de Mesa, Baró de Santa Bárbara, i de Vicenta Falcó de Belaochaga, baronessa de Benidoleig. A la mort del seu pare el 1836 n'heretà el títol. Va ser director de la Societat Econòmica d'Amics del País i director de la Casa de la Beneficència. Es va casar amb Gabriela María Tormo y Pla, neboda del marquès de Tremolar. El 1842 va rebre l'Orde de Carles III i fou membre fundador el mateix any de la primera Caixa d'Estalvis i Mont de Pietat de València, també promotor del Banc de València i el 1846 director de la Societat Valenciana d'Aigües Potables. Membre destacat del Partit Moderat, l'1 de gener de 1850 fou nomenat alcalde de València, càrrec que va ocupar fins al 22 d'abril de 1852. Va morir el 1865 victima de còlera.